# Hans Knecht
Hans Knecht (Zürich, 26 september 1913 - aldaar, 8 maart 1986) was een Zwitsers wielrenner. In 1946 werd hij in zijn eigen thuisstad Zürich de eerste naoorlogse Wereldkampioen wielrennen, voor Marcel Kint en Rik Van Steenbergen.

## Belangrijkste overwinningen
1938
- Wereldkampioen op de weg, Amateurs

1943
- Dwars door Lausanne
- Zwitsers kampioen op de weg, Elite
- Tour du Lac Léman

1944
- Eindklassement Zürich-Lausanne

1946
- Zwitsers kampioen op de weg, Elite
- Wereldkampioen op de weg, Profs

1947
- Zwitsers kampioen op de weg, Elite
- Berner Rundfahrt

## Resultaten in voornaamste wedstrijden
| Jaar | Milaan-San Remo |
| ---- | --------------- |
| 1948 | 71e             |

## Ploegen
- 1938 - Urago
- 1938 - Condor
- 1939 - Cilo
- 1939 - Condor
- 1940 - Cilo
- 1941 - Cilo
- 1942 - Cilo
- 1943 - Cilo
- 1944 - Cilo
- 1945 - Cilo
- 1946 - Rochet-Dunlop
- 1946 - Cilo
- 1947 - Rochet-Dunlop
- 1947 - Cilo
- 1948 - Tebag
- 1948 - Mondia
- 1949 - Cilo

- Gemeinsame Normdatei: 1049511948
- Historisch woordenboek van Zwitserland: 016079
- Virtual International Authority File: 308179153